# Generation X (album)
Pour les articles homonymes, voir Generation X.
Albums de Generation X
Valley of the Dolls
(1979)
Generation X est le premier album du groupe punk britannique Generation X. Il est sorti en 1978. La liste des morceaux est différente sur l'édition américaine avec notamment une reprise de John Lennon.
Une réédition en CD en 2002 comporte cinq titres supplémentaires. 
L'album est enregistré en deux jours aux TW Studios de Fulham avec Martin Rushent, producteur des Buzzcocks et The Stranglers. La pochette est réalisée par Gered Mankowitz.

## Liste des titres
Écrits et composés par Billy Idol et Tony James

### Version originale
Face A:
1. From The Heart - 2:14
2. One Hundred Punks - 3:10
3. Listen - 3:30
4. Ready Steady Go - 3:03
5. Kleenex - 2:25
6. Promises Promises - 5:30

Face B:
1. Day By Day - 2:04
2. The Invisible Man - 3:00
3. Kiss Me Deadly - 4:24
4. Too Personal - 2:20
5. Youth Youth Youth - 6:15

### Titres supplémentaires sur la réédition de 2002
- Your Generation - 3:15
- Wild Youth - 2:53
- Wild Dub - 3:49
- Trying for Kicks - 2:00
- This Heat - 2:12

### Version originale destinée au marché américain
Face A:
1. Gimme Some Truth (écrit et composé par John Lennon) - 2:48
2. Wild Youth - 2:52
3. From The Heart - 2:06
4. Ready Steady Go - 2:56
5. Kleenex - 2:05
6. Promises Promises - 5:18

Face B:
1. Day by Day - 2:04
2. One Hundred Punks - 3:05
3. Your Generation - 3:11
4. Kiss me Deadly - 4:12
5. Wild Dub - 3:47
6. Youth Youth Youth - 6:00

## Musiciens
- Billy Idol : chant
- Tony James : basse, chœurs
- Bob Andrews : guitares, chœurs
- Mark Laff : batterie, chœurs